# Kowloon City District
Kowloon City District is een district van Hongkong. Hongkong heeft totaal achttien districten. Het district had in 2006 ongeveer 363.000 inwoners. De totale oppervlakte van het district is 9,97 km². Het ligt in het midden van de Kowloon. Het gemiddelde inkomen in dit district is het hoogste van Hongkong. 

## Buurten
- Ho Man Tin
- Hung Hom
- Kai Tak Airport
- Kowloon Tong
- Ma Tau Wai
- To Kwa Wan
- Whampoa Garden
- het inmiddels afgebroken Kowloon Walled City.